# Diablo Swing Orchestra
A Diablo Swing Orchestra svéd metal zenekar. Avantgárd metal, experimental metal, jazz fusion, szimfonikus metal műfajokban játszanak. Az együttes zenéjére nagyrészt a vidám hangulat jellemző, illetve a különleges hangzásvilág.
Az együttes tagjai: Daniel Håkansson (gitár, éneklés), Pontus Mantefors (gitár, szintetizátor, hangeffektek), Andy Johansson (basszusgitár), Johannes Bergion (cselló, háttér-éneklés), Martin Issakson (trombita, háttér-éneklés), Daniel Hedin (háttér-éneklés, harsona), John Norbäck (dobfelszerelés) és Kristin Evegård (éneklés, zongora). 
2003-ban alakultak meg. Négy nagylemezt jelentettek meg és egy középlemezt is piacra dobtak.

## Diszkográfia

### Stúdióalbumok
- The Butcher's Ballroom (2006)
- Sing Along Songs for the Damned and Delirious (2009)
- Pandora's Piñata (2012)
- Pacifisticuffs (2017)
- Swagger & Stroll Down the Rabbit Hole (2021)

### Egyéb kiadványok
- Borderline Hymns (EP, 2003)